# Франческо Розі
Франче́ско Ро́зі (італ. Francesco Rosi; 15 листопада 1922, Неаполь — 10 січня 2015, Рим) — італійський кінорежисер, володар «Золотої пальмової гілки» Каннського кінофестивалю 1972 року.

## Біографічні відомості
Народився і виріс у Неаполі. В 1943 році заарештований разом з однокурсниками університету за виступи проти фашистів. Після того, як йому вдалося втекти, Розі переховувався у Тоскані, встановивши зв'язок з рухом Опору. З 1944 року працював на радіо.
Незабаром Лукіно Вісконті запросив його асистентом режисера для зйомок фільму «Земля тремтить» (1948). Надалі Розі працював асистентом Антоніоні («Переможені»), Вісконті («Почуття»), Монічеллі і Еммера.
Розі дебютував у режисурі в 34 роки з фільмом-екранізацією п'єси «Кін, або Геній і безпуття» Олександра Дюма. Через два роки в 1958 році він отримав спеціальний приз журі Венеційського кінофестивалю за фільм «Виклик» про історію неаполітанця Віто Поллара, а ще через п'ять років — «Золотого лева» за фільм «Руки над містом».
У 1979 році фільм Розі «Христос зупинився в Еболі» удостоївся головного призу Московського міжнародного кінофестивалю, а через 4 роки Британська академія назвала цю картину найкращим фільмом іноземною мовою.

## Фільмографія
- 1952 : Червоні сорочки
- 1959 : Шахраї / (I Magliari)
- 1965 : «Момент істини»
- 1971 : «Справа Маттеї» / (l Caso Mattei) (Гран-прі Каннського фестивалю 1972)
- 1975 : «Ясновельможні трупи» / (Cadaveri eccellenti)
- 1979 : «Христос зупинився в Еболі»
- 1981 : «Три брати» / (Tre fratelli)
- 1984 : «Кармен»

## Цікаві факти
- На 80-річчя кінорежисера вшанували картиною Емми Андієвської «Золотий Христос».